# IC 4234
IC 4234 ist eine Balken-Spiralgalaxie mit aktivem Galaxienkern vom Hubble-Typ SBab im Sternbild Coma Berenices am Nordsternhimmel. Sie ist schätzungsweise 462 Millionen Lichtjahre von der Milchstraße entfernt und hat einen Durchmesser von etwa 100.000 Lichtjahren.

Im selben Himmelsareal befinden sich die Galaxien NGC 5116, IC 4230, IC 4241, IC 4244.
Das Objekt wurde am 11. Juni 1895 vom französischen Astronomen Stéphane Javelle entdeckt.